# Per Anderson i Arvika

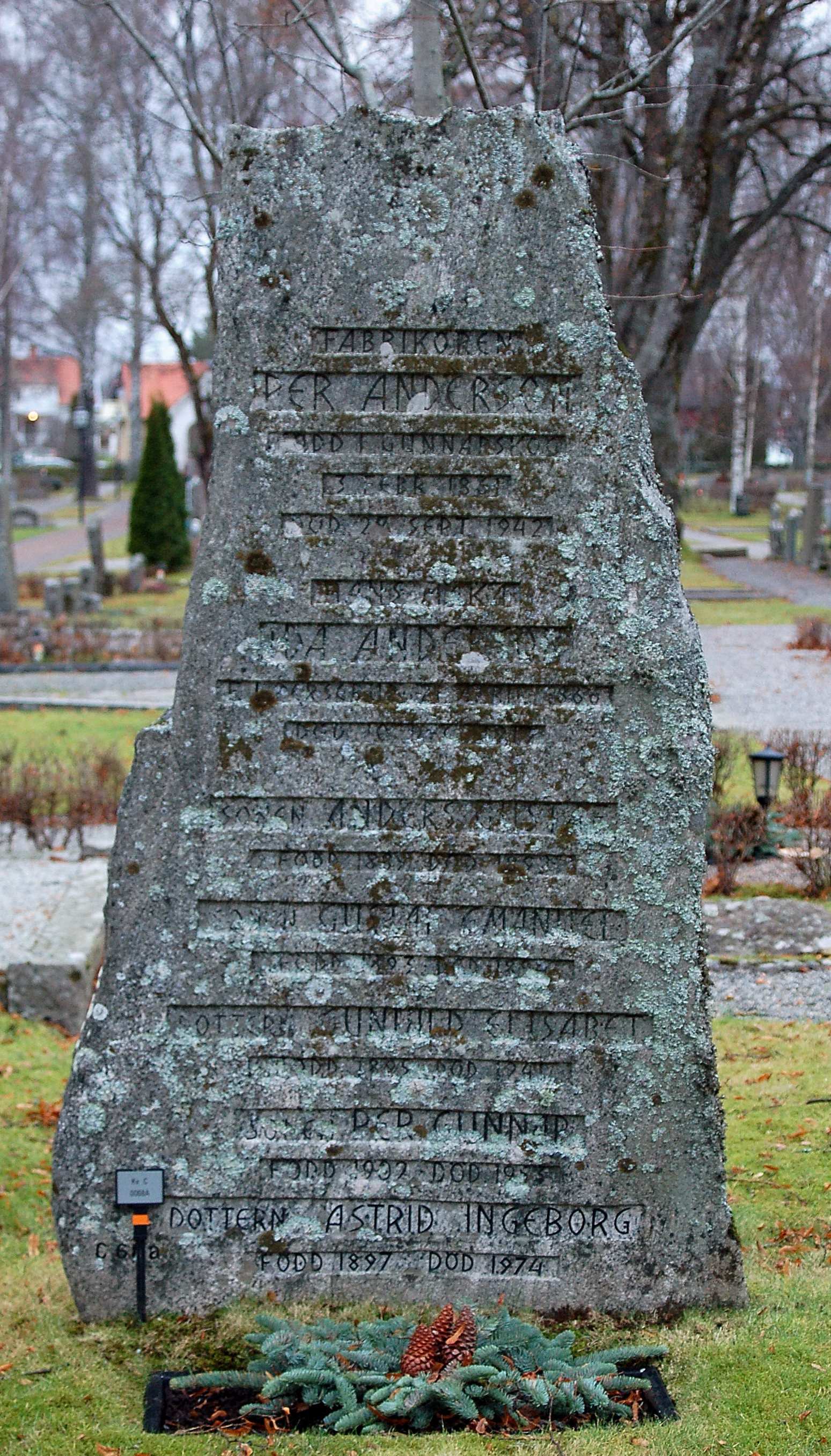
Per Andersons gravvård på Arvika kyrkogård.

Per Anderson (i riksdagen kallad Anderson i Arvika), född 3 februari 1861 i Gunnarskogs församling, Värmlands län, död 29 september 1942 i Arvika stadsförsamling, Värmlands län, var en svensk industriidkare, kommunalpolitiker och riksdagsman.

## Biografi
Anderson växte upp som bondson i västra Värmland. Han började arbeta som bysmed innan han övertog ett litet gjuteri ("Igelska verkstaden") i Arvika 1894. Han utvidgade gjuteriet och började även tillverka lantbruksmaskiner. Firman övergick 1899 till AB Arvika verkstäder, med ett 20-tal arbetare och med Anderson som disponent. År 1918 hade arbetarantalet ökats till över 1 000. Kriget hade gett ökad sysselsättning åt verken, vilkas namn ändrats till AB Arvikaverken. Anderson avgick 1917 från disponentskapet, men kvarstod i styrelsen. Anderson var dessutom disponent för Arvika Elektriska AB och styrelseledamot i andra företag. Han var i många år stadsfullmäktiges ordförande och ledamot av landstinget samt vice ordförande i handelskammaren för Värmland, Dalsland och Bohuslän.
Under åren 1909–1912 var han, vald av Jösse domsaga, ledamot (högerman) av andra kammaren. Han var under kristiden ledamot av produktionskommittén och bränslekommissionen, vars ordförande han var från juni 1918 till 1922.